# Алимов, Рахматулла Алимович
Рахматулла Алимович Алимов — советский хозяйственный, государственный и политический деятель, член-корреспондент АН Узбекской ССР.

## Биография
Родился в 1902 году в Ташкенте. Член КПСС с 1938 года.
С 1929 года — на хозяйственной, общественной и политической работе. В 1929—1986 гг. — инженер на строительстве водохозяйственных объектов в Узбекской ССР, народный комиссар лёгкой промышленности, водного хозяйства Узбекской ССР, начальник «Фархадстроя», начальнки Среднеазиатского отделегия «Гидропроекта», министр водного хозяйства Узбекской ССР, директор Института водных проблем и гидротехники АН Узбекской ССР, заведующий отделом водохозяйственных проблем и водного баланса, руководитель группы САНИИРИ.
Избирался депутатом Верховного Совета Узбекской ССР 2-го, 3-го и 4-го созывов.
Скончался в январе 1987 года.